# Guanosindiphosphat
Guanosindiphosphat (GDP) ist das Diphosphat des Nucleosids Guanosin. Es spielt als zellulärer Energieträger und Abbauprodukt des Guanosintriphosphats eine wichtige Rolle. Ebenso ist Guanosindiphosphat als Cofaktor von G-Proteinen an der Weiterleitung von äußeren Reizen in das Zellinnere (Signaltransduktion) beteiligt.
GDP entsteht in der Zelle durch Dephosphorylierung von Guanosintriphosphat (GTP) durch GTPasen.